# Estrella de mar vermella
L'estrella de mar vermella (Echinaster sepositus) és una espècie d'equinoderm asteroïdeu de l'ordre dels espinulòsides pròpia de l'Atlàntic est, incloent-hi la mar Mediterrània. És l'estrella de mar més coneguda del litoral català, particularment abundant sobre substrat dur a pocs metres de fondària.

## Característiques
E. sepositus té cinc braços relativament prims al voltant d'un petit disc central. El diàmetre és d'uns 20 cm però pot assolir els 30 cm de manera excepcional. És d'un color vermell-taronja brillant. La superfície presenta fosses espaiades uniformement per on estén les brànquies profundes.

## Distribució
E. sepositus viu a l'Atlàntic est al nord de l'equador, incloent-hi la Mar Mediterrània, on és una de les estrelles de mar més comunes. El seu límit nord és el Canal de la Mànega, on es troba només a la part francesa. Viu a fondàries que oscil·len entre 1 i 250 m, en una àmplia gamma d'hàbitats, com ara fons rocosos, sorrencs o fangosos, així com en praderies de Posidonia i Zostera.